# Selenaspidus ambanjae
Selenaspidus ambanjae är en insektsart som beskrevs av Mamet 1951. Selenaspidus ambanjae ingår i släktet Selenaspidus och familjen pansarsköldlöss.
Artens utbredningsområde är Madagaskar. Inga underarter finns listade i Catalogue of Life.